# 火星前哨站

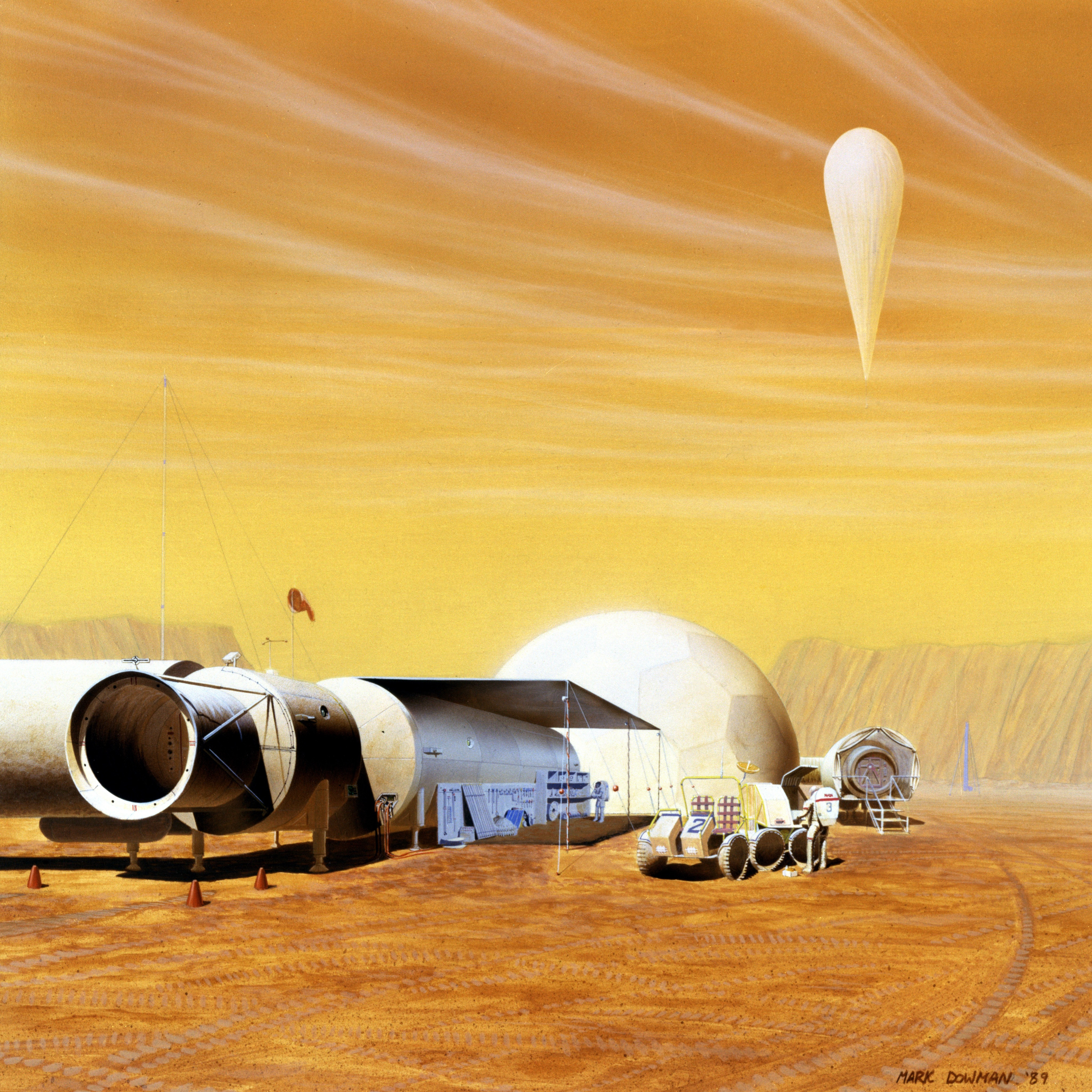
“火星前哨站”计划的各组成部分（M.道曼，1989年）。

火星前哨站（Mars Outpost）是20世纪80年代美国开发的人类火星基地的概念。其设计理念和组件沿用了早期月球前哨站的试验平台。这一开发过程将在四年内经历多个阶段，从“进驻阶段”到“加固整合阶段”，之后机组人员可开始充分利用。该基地的组件将包括居住模块、加压的火星车站/设备锁、气闸舱和一座16米长的人造居住区。16米（17码）的居住区将在“现场”构建。基地设计的其他技术包括探空气球、无加压漫游车、存储/工作区、地球物理实验区和天线区。火星前哨站将设计可容纳7名宇航员。他们的主要任务是研究火星采矿和火卫一、生命科学、技术和太阳系探索。太空探索办公室进行了案例研究，包括在1988年和1989年在另一颗行星上建立人类基地。1989年“火星演化”研究的一项目标是，“在火星表面建立一处永久性、可基本自给自足的前哨基地”。
该基地的三个主要阶段分别称为“安置”、“加固整合”和“使用”。

## 另请查看
- 火星定居
- 火星殖民
- 火星飞机